# Heliophorus saphir
Heliophorus saphir är en fjärilsart som beskrevs av Blanchard 1871. Heliophorus saphir ingår i släktet Heliophorus och familjen juvelvingar. Inga underarter finns listade i Catalogue of Life.